# رجب مويني
رجب مويني هو لاعب كرة قدم بوروندي في مركز الوسط، ولد في 1 أغسطس 1984 في بوجومبورا في بوروندي. شارك مع منتخب بوروندي لكرة القدم. أما مع النوادي، فقد لعب مع نادي سيمبا ويانغ أفريكانز.

## وصلات خارجية
- رجب مويني على موقع قاعدة بيانات كرة القدم.إي يو (الإنجليزية)
- رجب مويني على موقع ناشيونال فوتبول تيمز (الإنجليزية)